# Marc-Ange Draco
Marc-Ange Draco est un personnage de fiction de l'univers de James Bond. Il est le chef de l'Union corse, la plus puissante organisation mafieuse de l'île de beauté. Draco est également le père de Tracy Vincenzo qui épousera Bond. C'est donc le beau-père de l'espion britannique. Il l'aidera lors de sa lutte contre Blofeld, dans le roman Au service secret de Sa Majesté ainsi que le film ayant le même nom.
Il est interpreté par l'acteur italien Gabriele Ferzetti.
Son personnage revient dans le roman de Raymond Benson, Ne rêve jamais de mourir. On y apprend que depuis la mort de Tracy, il s'est remarié et a eu une fille. À la fin du roman, il tente de tuer 007 car celui-ci est responsable de la mort de sa nouvelle famille et qu'il tente d’arrêter son neveu, Olivier Cesari, le chef de l'organisation criminelle Le Syndicat. Bond parvient à désarmer Draco, mais alors que celui-ci sort une arme de sa manche, 007 le tue en lui tirant instinctivement une balle dans la tête.